# Канцелярит
Канцеляри́т — канцелярско-бюрократический стиль речи, проникающий в среду более широкого употребления и деформирующий разговорную речь и литературный стиль, что воспринимается некоторыми носителями языка и, прежде всего, литературной общественностью как опасность, культурный ущерб, порча языка. Термин был введён Корнеем Ивановичем Чуковским в книге «Живой как жизнь» (1962) и построен «по образцу колита, дифтерита, менингита». Дальнейшей борьбе с канцеляритом в значительной степени была посвящена книга Норы Галь «Слово живое и мёртвое» (1972, семь переизданий), в которой, в частности, утверждалось:
Канцелярит — это мертвечина. Он проникает и в художественную литературу, и в быт, в устную речь. Даже в детскую. Из официальных материалов, из газет, от радио и телевидения канцелярский язык переходит в повседневную практику. Много лет так читали лекции, так писали учебники и даже буквари. Вскормленные языковой лебедой и мякиной, учителя в свой черёд питают той же сухомяткой чёрствых и мёртвых словес всё новые поколения ни в чём не повинных ребятишек.

## Характеристики
Этот стиль обладает двумя основными свойствами:
- Сложностью и запутанностью предложений, иногда несогласованностью, например: «Вряд ли (пёсик) понимал, что у нарядной девушки Ренуара с вишнёвыми губками, в деревенской соломенной шляпке с маками или васильками и с каким-то странным мохнатым существом в руках, в котором (он) хотел и никак не мог признать своего брата собачку, но всё же в глубине души чувствовал нечто родственное, заставлявшее его еле слышно повизгивать и ещё шибче кружиться на поводке вокруг всё ещё прелестных ножек… хозяйки».
- Обилием сложных словосочетаний, которые можно заменить простыми, и плеоназмов: «находиться в конституционном поле» («быть законным»), «осуществить волеизъявление» («проголосовать», «приказать»), «увеличение количества видов и наименований продукции» («расширение ассортимента»); семантически неправильных словосочетаний; словосочетаний с неоправданным использованием иностранных слов: «поливариантные перверсии процесса копуляции» («разнообразные половые извращения»).

Первый признак канцелярита — замена глаголов причастиями, деепричастиями и существительными, использование глаголов в пассивной форме, а также расщепление сказуемого. К примеру: «находился в состоянии усталости» вместо «устал», или «он понимаем нами» вместо «мы понимаем его», «было принято решение» вместо «решили», «проводился забор проб» вместо «брали пробы».
Ещё одна характерная для канцелярита черта — цепочки существительных: «процесс развития движения за укрепление сотрудничества», «участие в борьбе за повышение производительности труда», «функции программных средств управления процессом производства изделий народного потребления» и т. п.
Подобные обороты речи дистанцируют её от эмотивно окрашенной разговорной и служат суррогатом специальных терминов.